# Agrias subrebouli
Agrias subrebouli är en fjärilsart som beskrevs av Le Moult 1926. Agrias subrebouli ingår i släktet Agrias och familjen praktfjärilar. Inga underarter finns listade i Catalogue of Life.